# Джароло (гора)
Джароло (итал. Monte Giarolo, лиг. Monte Giajêu) — гора в коммуне Алессандрия, входящая в состав Лигурийских Апеннин (Северные Апеннины). Высота горы составляет 1473 м.
Гора дала название горному сообществу Терре-дель-Джароло.

## Описание
Гора находится к северу от группы гор Антола. Гора разделяет долины Валь Борбера и Валь Куроне.
На вершине горы находятся фермы и радио- и телевышки. Кроме того, на вершине находится крупная бронзовая статуя Иисуса Христа. Статуя была установлена здесь в 1901 году, а в 2001 году заменена более новой аналогичной статуей.
С 1901 года, в первое воскресенье августа, на горе проводится фестиваль в честь Христа-Искупителя.

## Восхождение на вершину
До вершины можно добраться пешком по тропинкам, которые отходят от Канталупо-Лигуре (Валь Борбера), Джароло-е-Борго-Адорно (итал. Giarolo e Borgo Adorno, Валь Муселья) или Кальдиролы (Валь Куроне).
С вершины открывается вид на горы Монте-Визо, Маттерхорн, Монте-Роза, а также на горы Пенисе, Лесима, Эбро, Кьяппо, Антола и другие. В ясные дни видны и другие вершины, вплоть до Лигурийского моря.